# Аркашев, Василий Иванович
Василий Иванович Арка́шев (1914—1996) — советский белорусский фотокорреспондент.

## Биография
- Родился в деревне Радичи (ныне Дубровский район, Брянская область) [1].
- 1933 — окончил курсы фотопрессбюро в Харькове. Три года работал фотокорреспондентом газет Украины.
- 1936 — призван на срочную службу в армию.
- После окончания службы — фотокорреспондент газеты БВО «Красноармейская правда».

На фронте с первого дня Великой Отечественной войны. Работает фотокорреспондентом газеты 3-го Белорусского фронта «Уничтожим врага». В послевоенные годы продолжал работать в военной прессе: в газетах БВО и ГСВГ.
- 1963—1970 Фотокорреспондент журнала «Сельское хозяйство Белоруссии».
- С 1971 года Фотокорреспондент творческой студии Союза журналистов Белоруссии «Фото и жизнь».

## Публикации
- Альбом «Фронтовыми дорогами» (1969).
- Книга документальных рассказов о судьбах героев войны «Мы встречались в бою».
- Дорогами Василия Тёркина: (Страницы из фронтовой жизни А. Т. Твардовского). Альбом, В. И. Аркашев, Минск, Беларусь 1985

## Награды и премии
- два ордена Красной Звезды (7.1.1944; 30.4.1945)
- орден Отечественной войны II степени (6.4.1985)
- две медали «За боевые заслуги» (4.5.1943)
- медаль «За оборону Москвы» (28.7.1944)
- медаль «За взятие Кенигсберга»
- медаль «За победу над Германией в Великой Отечественной войне 1941—1945 гг.»
- Первая премия на международном конкурсе газеты «Правда» (1975).
- Серебряная медаль и диплом II степени на Всесоюзной выставке, посвященной 30-летию Победы.